# Liste des souverains de Kondoz
Voici une liste des chefs d'État de l'émirat de Kondoz, du XVIe au XXe siècle.

## Émirs
- 1508-1520: Wais Mirza
- 1545-1550: Abu Nasr Muhammad Hindal
- 1550-Fin de règne inconnu: Ibrahim
- 1698-1708: Mahmud Biy
- Avant 1768-Après 1768: Qubad Beg
- 1815-1842: Murad Beg
- 1842-Avant 1850: Rustam Beg
- 1850-1865: Mir Ataliq
- 1865-1887: Sultan Murad
- Après 1887-Vers 1900: Ali Bardi Khan